# 小行星5757
小行星5757（5757 Ticha）是一颗围绕太阳公转的小行星。1967年5月6日，卡洛斯·塞斯科、阿諾德·克萊莫拉（Arnold Klemola）在圣胡安省发现了此天体。
这颗小行星的绝对星等为243.0349149261501等。